# سودرکولا

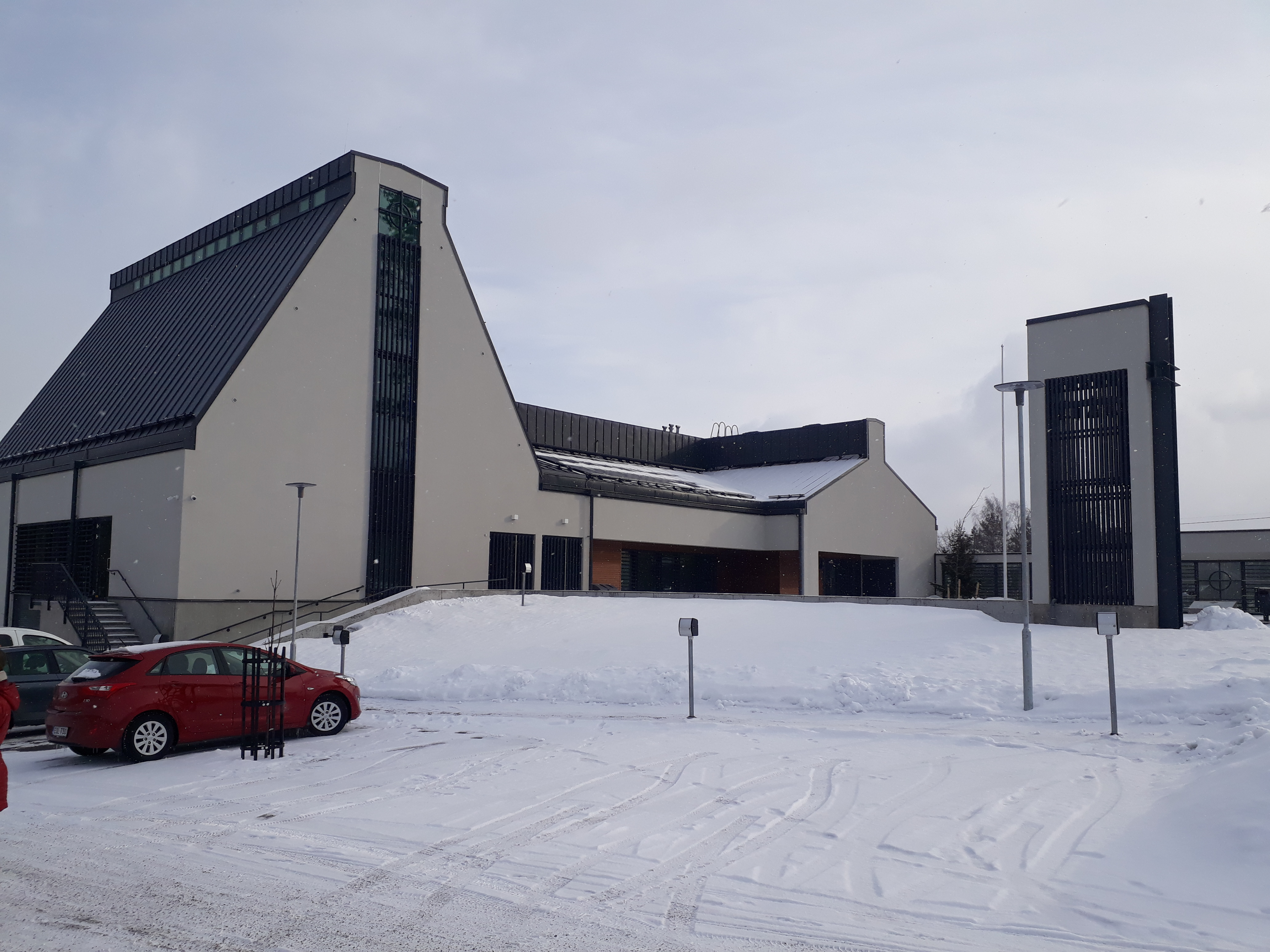
کلیسای سودرکولا

سودِرْکولا (به معنای " تپه جنوبی") دهکده‌ای در بخش جنوبی شهرداری سیپو در اوسیما فنلاند است.
مرکز شهرداری سیپو، نیکْکیلَه در حدود ۱۰ کیلومتری شمال سودرکلا قرار دارد. از سودرکولا تا مرکز هلسینکی حدود ۳۰ کیلومتر و تا مرکز پوروو حدود ۲۴ کیلومتر فاصله است.